# The Collector (película de 2009)
The Collector (El coleccionista en España y El juego de terror en Argentina) es una película estadounidense de 2009 de terror escrita por Marcus Dunstan y Patrick Melton y dirigida por Marcus Dunstan. También es una de las películas de terror psicológicas en la que un jardinero se ve envuelto en una red de crímenes Originalmente titulada The Midnight Man, el guion tuvo la intención como una precuela de Saw, pero los productores estaban en contra de la idea y rápidamente se negaron.

## Elenco
- Josh Stewart como Arkin O'Brien
- Juan Fernández como El Hombre (alias "El Coleccionista")
- Michael Reilly Burke como Michael Chase
- Andrea Roth como Victoria Chase
- Madeline Zima como Jill Chase
- Karley Scott Collins como Hannah Chase
- Daniella Alonso como Lisa O'Brien
- Haley Pullos como Cindy O'Brien
- Robert Wisdom como Roy
- Alex Feldman como Chad
- William Prael como Larry Wharton
- Diane Goldner como Gena Wharton
- Gregory Alan Williams como el sheriff

## Emisión
| País          | Emisora | Título              | Observación              | Estreno                            |
| ------------- | ------- | ------------------- | ------------------------ | ---------------------------------- |
| Latinoamérica | Space   | El juego del terror | En español (doblada)     | Viernes 11 de septiembre de 2009   |
| Latinoamérica | TNT     | El juego del terror | En español (doblada)     | Martes 13 de abril de 2010         |
| México        | Pánico  | El coleccionista    | En español (subtitulada) | Martes 29 de noviembre de 2011     |
| México        | Platino | El coleccionista    | En español (subtitulada) | Miércoles 25 de septiembre de 2013 |

## Recepción
Rotten Tomatoes dio un 25% de comentarios positivos con valoración media de 4,0.
AUESTA comentó: "Se retuercen, pero no estamos siendo un poco insensibles a estas películas de tortura rutinaria. Es como ver a una cantante de pop desnudarse por millonésima vez - sí, ella está buena, pero todos la hemos visto antes ". Bloody Disgusting describió a la película como "cruda, áspera y sin concesiones de terror a diferencia de las películas como Saw".

## Recaudación
En el día de la inauguración, la película se estrenó en 1.325 salas y recaudó 1.325.000 dólares y en total recaudó $9,444,018 millones de dólares a nivel mundial.

## Comunicado
La película fue lanzada en cines del 27 hasta el 31 de julio de 2009 en Estados Unidos, el DVD fue lanzado el 6 de abril de 2010. Una versión de alquiler se puso a disposición el 12 de febrero de 2010 a través de la línea exclusiva de Blockbuster.